# André Rößler

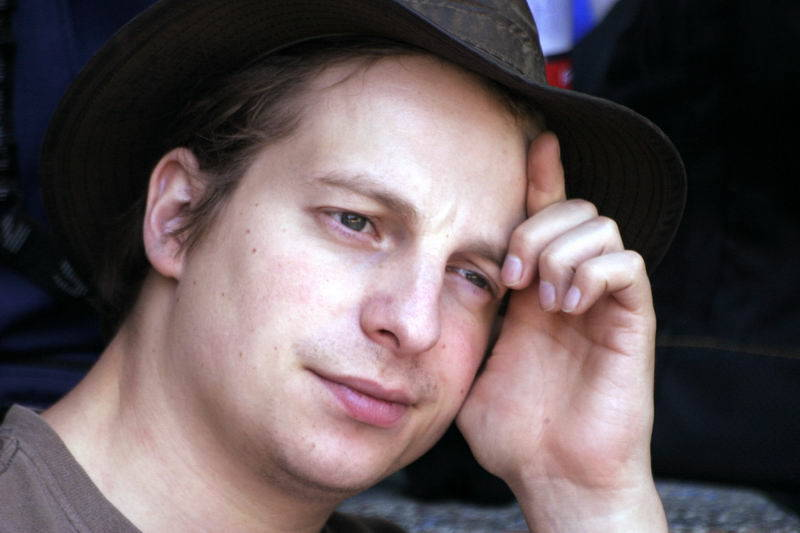
André Rößler

André Rößler (* 27. Juli 1978 in Wolfen; gebürtig André Nowack) ist ein deutscher Schauspieler und Regisseur. Er lebt in Berlin.

## Leben
André Rößler besuchte das Gymnasium in Neustadt an der Orla, das er mit dem Abitur abschloss. In Neustadt spielte er im Schultheater „Thig - Theater im Gymnasium Neustadt (Orla)“. Er studierte drei Jahre lang Chemie an der Friedrich-Schiller-Universität Jena. In Jena arbeitete er auch schauspielerisch am dortigen Theaterhaus. Seine Regieausbildung erhielt er an der Hochschule für Schauspielkunst „Ernst Busch“ Berlin. Diese Ausbildung schloss er 2006 mit einem Diplom ab. Für seine Inszenierung „Die schmutzigen Hände“ am Landestheater Marburg erhielt er 2011 den Preis für die „Beste Regie“ bei den Hessischen Theatertagen. Die Inszenierung wurde außerdem mit dem Preis für die „Beste künstlerische Idee“ ausgezeichnet.
Im Sommer des Jahres 2005 erarbeitete er an der Universität der Künste Berlin eine Szenenarbeit für das Intendantenvorspiel.
Von 2013 bis 2016 war er Oberspielleiter am Theater Vorpommern.
Seit August 2016 ist er wieder als freier Regisseur tätig.

## Regiearbeiten (Auszug)
- 2003: Heiner Müller: Schlacht. bat-Berlin
- 2003: Bertolt Brecht: Der gute Mensch von Sezuan. bat-Berlin
- 2003: Henrik Ibsen: Peer Gynt. bat-Berlin
- 2004: Friedrich Hebbel: Gyges und sein Ring. bat-Berlin, (Co-Produktion Das TAT, Frankfurt)
- 2004: P. Bourdieu: Das Elend der Welt. Maxim-Gorki-Theater
- 2004: Joschka Fischer: Mein langer langer Lauf zu mir selbst. Deutsches Theater Berlin
- 2005: William Shakespeare: König Johann. bat-Berlin
- 2006: Kevin Smith: Mallrats. Staatstheater Stuttgart
- 2006: Ivan Wyrypajew: Valentinstag. Russisches Theater Berlin
- 2006: Tom Lanoye: Mama Medea. Deutsches Theater Berlin
- 2007: Sissi – Ein Projekt. Schauspielhaus Graz
- 2007: Arthur Schnitzler: Reigen. Staatstheater Mainz
- 2007: Christian Lollike: Das Wunderwerk oder die RE-Mohammed-TV Show. Staatstheater Stuttgart
- 2008: Michal Hvorecky: City – der unwahrscheinlichste aller Orte. Schauspiel Hannover
- 2008: William Shakespeare: Hamlet – Im Stuttgarter Hauptbahnhof. Lokstoff – Theater im öffentlichen Raum
- 2008: Katrin Lange: Unterm hohen Himmel: Parzival. Staatstheater Stuttgart
- 2009: Nuran David Callis Frühlingserwachen. Staatstheater Mainz
- 2009: Jörg Graser Jailhouseblues. Staatstheater Wiesbaden
- 2009: Wajdi Mouawad Die Durstigen. Staatstheater Mainz (nominiert für beste Nachwuchsregie-Theater Heute 2010)
- 2010: André Rößler, Durch die Wüste. Staatstheater Mainz (Ein Karl-May-Projekt)
- 2010: A. Rößler & A. Bardos Meeresfrüchte. Staatstheater Wiesbaden (nach dem Film von Olivier Ducastel und Jacques Martineau)
- 2010: Alan Ayckbourn: Frohe Feste. Theater Lüneburg
- 2010: Jean Paul Sartre: Die schmutzigen Hände. Hessisches Landestheater Marburg (nominiert für den Bensheimer Theaterpreis 2011 sowie Preis für Beste Regie und Bestes künstlerisches Konzept bei den Hessischen Theatertagen 2011)
- 2011: Wajdi Mouawad: Küste. Staatstheater Mainz
- 2011: Tena Štivičić: FRAGILE!. Staatstheater Stuttgart
- 2011: Felicia Zeller: Kaspar Häuser Meer. Staatstheater Wiesbaden
- 2011: Jonas Hassen Khemiri: Das Kamel ohne Höcker. Staatstheater Mainz
- 2012: Sophokles Antigone. Hessisches Landestheater Marburg[2]
- 2012: Philipp Löhle: Supernova. Theater Baden-Baden[3]
- 2012: Tom Lanoye: Mamma Medea. Hessisches Landestheater Marburg (nominiert für die hessischen Theatertage 2013)
- 2013: Ödön von Horváth: Jugend ohne Gott. Thüringer Landestheater Rudolstadt
- 2013: Romeo und Julia – Liebe Macht Tod. Theater Vorpommern
- 2013: Martin Heckmanns Vater Mutter Geisterbahn. Hessisches Staatstheater Wiesbaden
- 2013: Friedrich Hebbel: Gyges und sein Ring. Theater Vorpommern

## Schauspielengagements
Theaterhaus Jena
- Pfänderspiel von N. Koljada (Artjom), Regie: S. Jassinscak
- Brülle China von S. Tretjakov (Schiffer), Christian v. Treskow
- Morgen war gestern schon (Professor), Regie: S. Jassinscak
- Die Ladenhüter von K. Smith (Snowball), Regie: Rafael Sanchez
- Die Räuber von F. Schiller (Herman), Regie: A. v. Pfeil
- Romeo und Julia n. Th. Brasch (Romeo), Regie: Claudia Bauer
- Antigone nach Sophokles (Bote), Eigenregie
- Trilogie des Wiedersehens Strauss (Drucker Richard), Eigenregie
- Ivanov nach A.Tschechov (Ivanov), Eigenregie
- Karneval der Tiere (Penner), Regie: N. Steinwartz

## Film und Fernsehen
- Darsteller im Pilotfilm für die Serie Champz bei der Kinderfilm-GmbH Erfurt
- Projekt Filmarche: Objet, Kurzfilm 15 min, Rolle: Dichter
- Produktion, Drehbuch und Regie für Jobs, Film, Sommer 2003